# Tom Wintringham
Thomas Henry Wintringham (Great Grimsby, Lincolnshire, 15 de maig del 1898 - Searby Manor, North Lincolshire, 16 d'agost del 1949) fou un militar, historiador, escriptor, periodista, poeta i polític comunista britànic. Participà en la Primera Guerra Mundial, en la Guerra Civil espanyola primer organitzant la formació de les Brigades Internacionals i més tard comandant el Batalló Britànic i en la Segona Guerra Mundial, durant la qual fundà la unitat anomenada British Home Guard.

## La seva participació en la Guerra Civil espanyola
Al cap de pocs dies d'haver començat la Guerra Civil espanyola, Wintringham viatja a Barcelona, en part per decisió pròpia i en part per la voluntat de Harry Pollitt, dirigent del Partit Comunista de la Gran Bretanya. Hi va oficialment per acompanyar un destacament d'ambulàncies i com a corresponsal del Daily Workers i del Labour Monthly. Tanmateix, sembla que la veritable intenció de Wintringham era crear el primer nucli organitzat de voluntaris anglesos que començaven a arribar per a lluitar contra els militars insurrectes. Existia ja, de fet, un primer grup d'anglesos voluntaris anomenat "Grup Tom Mann", el qual participà en la malaguanyada expedició del capità Bayo a Mallorca. A la tornada, el grup esdevindria la Centúria Tom Mann, que seria de les primeres unitats internacionals en sortir cap a la defensa del Madrid assetjat, però a la qual no s'hi arribà a unir Wintringham. D'aquests dies de setembre del 1936 a la Barcelona revolucionària, data la cèlebre foto  on apareix Tom Wintringham i la resta de companys de la Centúria Tom Mann.

## Obres de l'autor
- War! And the way to fight against it. Partido Comunista de Gran Bretaña, Londres, 1932.
- Air Raid Warning! Why the Royal Air Force is to be doubled. Workers' Bookshop, Londres, 1934.
- The coming world war. Wishart Books. Londres, 1935.
- Mutiny. Being a survey of mutinies from Spartacus to Invergordon. Stanley Nott. Londres, 1936.
- English Captain. Reminiscences of service in the International Brigade in the Spanish Civil War. Faber & Faber. Londres, 1939.
- How to reform the army. 'Fact No. 98'. Londres, 1939.
- Armies of Freemen. G Routledge & Sons. Londres, 1940.
- New ways of war. Penguin Books. Nova York, 1940.
- Deadlock war. Faber & Faber. Londres, 1940.
- Ferdinand Otto Miksche, Blitzkrieg (traducción). Faber & Faber. Londres, 1941.
- The politics of victory. G. Routledge & Sons. Londres, 1941.
- Freedom is our weapon. A policy for army reform. Kegan Paul & Co. Londres, 1941.
- Peoples' war. Penguin. Harmondsworth i Nova York, 1942.
- Weapons and tactics. Faber & Faber. Londres, 1943.